# Johan Soares
Ne doit pas être confondu avec Julien Soares.
Johan Soares, né le 24 janvier 1989, est un footballeur français international de beach soccer.

## Biographie
En 2013, Johan Soares est appelé pour la première fois par Stéphane François, sélectionneur de l'équipe de France de beach soccer pour un stage à Tahiti.
Il prend part aux deux premiers des trois matchs prévus contre la sélection locale et inscrit son premier but lors du second. Il égalise alors à 4-4 avant que les tahitiens ne l'emportent.

## Palmarès
Montpellier Hérault Beach Soccer
- Championnat de France
  - Finaliste en 2012 et 2013
  - 3e en 2011
  - 4e en 2010
  - Champion départemental et régional en 2012 et 2013

## Statistiques
- 2013[1]
  - 3 matchs (sur 13) et 2 but avec Montpellier Hérault Beach Soccer